# 도카이도 신칸센 살인 사건

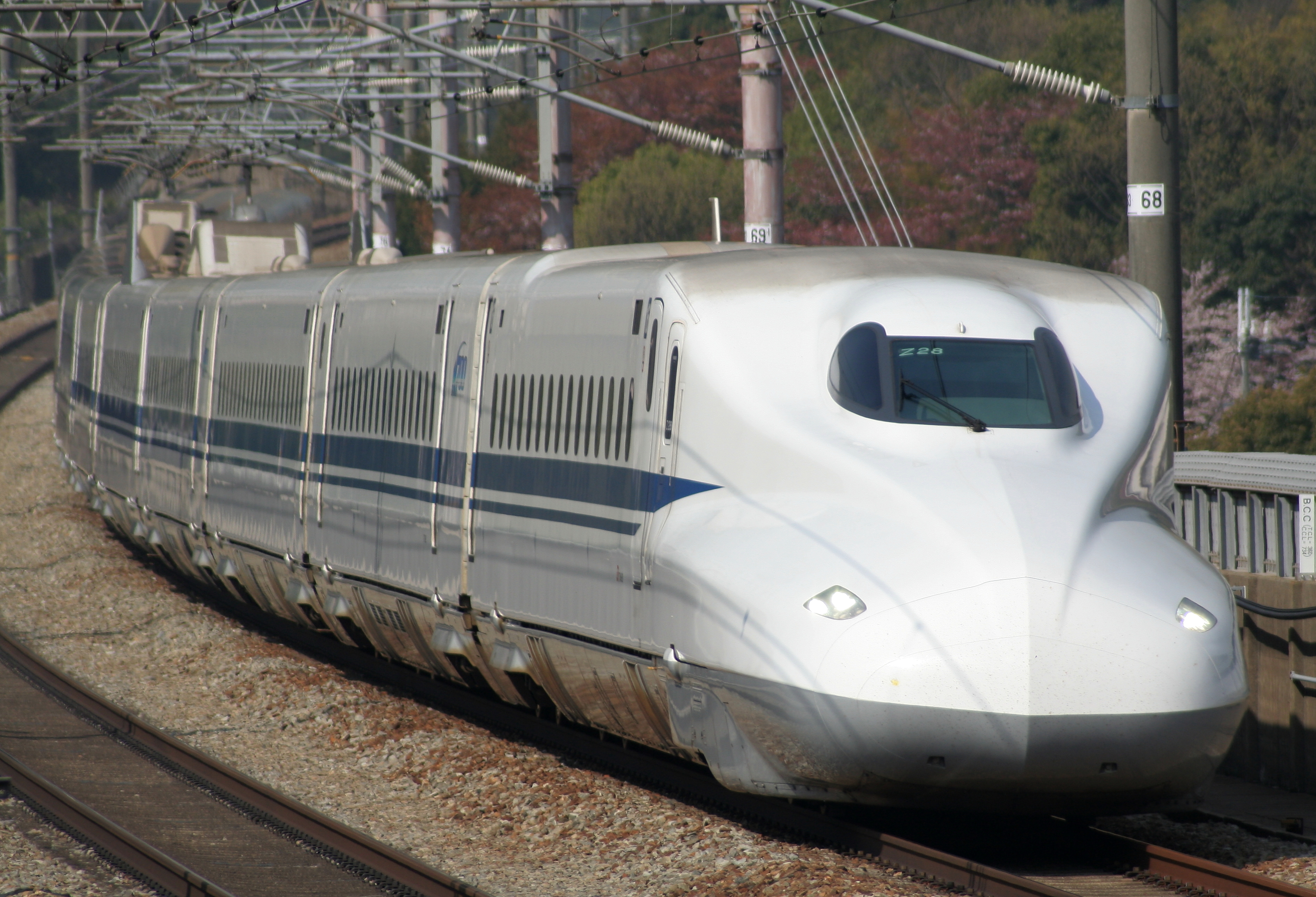
도카이도 신칸센

도카이도 신칸센 살인 사건(일본어: 東海道新幹線車内殺傷事件)은 2018년 6월 9일에 일본에서 발생한 살인사건이다.

## 개요
| 도카이도 신칸센 살인 사건 | 도카이도 신칸센 살인 사건 | 도카이도 신칸센 살인 사건                                     |
| ------------------------- | ------------------------- | ------------------------------------------------------------- |
| 발생일                    | 발생일                    | 2018년 6월 9일 오후 9시 50분경                                |
| 발생 위치                 | 발생 위치                 | 일본 가나가와현, 도카이도 신칸센 신요코하마역~오다와라역 사이 |
| 유형                      | 유형                      | 묻지마 범죄                                                   |
| 원인                      | 원인                      | 살인                                                          |
| 공격 수단                 | 공격 수단                 | 나대                                                          |
| 인명피해                  | 사망                      | 1명                                                           |
| 인명피해                  | 부상                      | 2명                                                           |
| 재산 피해                 | 재산 피해                 | -                                                             |
| 범인                      | 범인                      | 코지마 이치로 (小島 一朗)                                     |
| 범인에 대한 처벌          | 범인에 대한 처벌          | 무기징역                                                      |
| 범행의 동기               | 범행의 동기               | 무기징역에의 동경                                             |